# دانیل ال. فپ
دانیل ال. فپ (انگلیسی: Daniel L. Fapp؛ ‏ ۲۱ آوریل ۱۹۰۴ – ۲۱ آوریل ۱۹۸۶) یک مدیر فیلم‌برداری اهل ایالات متحده آمریکا بود. از فیلم‌های او می‌توان به تعطیلات در سوئد اشاره کرد.
وی برنده جوایزی همچون جایزه اسکار بهترین فیلمبرداری شده است.

## مرگ
او در سن ۸۲ سالگی در لاگونا نیگل کالیفرنیا درگذشت.